# Törpebogyókapó
A törpebogyókapó (Oedistoma pygmaeum)  a madarak osztályának verébalakúak (Passeriformes) rendjébe és a bogyókapófélék (Melanocharitidae) családjába tartozó faj.

## Rendszerezése
A fajt Tommaso Salvadori olasz ornitológus írta le 1876-ban. Sorolták a Toxorhamphus nembe Toxorhamphus pygmaeum néven is.

## Alfajai
- Oedistoma pygmaeum waigeuense Salomonsen, 1966
- Oedistoma pygmaeum pygmaeum Salvadori, 1876
- Oedistoma pygmaeum meeki (E. J. O. Hartert, 1896)[2]

## Előfordulása
Új-Guinea szigetén, Indonézia és Pápua Új-Guinea területén honos. Természetes élőhelyei a szubtrópusi vagy trópusi síkvidéki esőerdők és száraz erdők. Állandó, nem vonuló faj.

## Megjelenése
Testhossza 7 centiméter.

## Életmódja
Valószínűleg rovarokkal, pókokkal és nektárral táplálkozik.

## Természetvédelmi helyzete
Az elterjedési területe nagyon nagy, egyedszáma ismeretlen. A Természetvédelmi Világszövetség Vörös listáján nem fenyegetett fajként szerepel.